# (34091) 2000 PQ10
2000 PQ10 (asteroide 34091) é um asteroide da cintura principal. Possui uma excentricidade de 0.14114090 e uma inclinação de 11.72589º.
Este asteroide foi descoberto no dia 1 de agosto de 2000 por LINEAR em Socorro.